# The Very Best of Robert Palmer
The Very Best of Robert Palmer es un álbum recopilatorio del cantante británico de rock Robert Palmer, publicado en 1995 por EMI Records. Contiene los mayores éxitos del artista desde su disco Double Fun de 1978 hasta Honey de 1994, incluyendo además los principales temas grabados con el supergrupo The Power Station: «Get It On» y «Some Like It Hot». Adicionalmente, como una exclusividad Palmer grabó una versión de «Respect Yourself» de la banda The Staple Singers. En 1997 se lanzó en los Estados Unidos con una pista adicional; una remezcla de «Addicted to Love» titulada «Addicted to Love '97».
Alcanzó el puesto 4 en la lista UK Albums Chart, siendo la mejor posición lograda por uno de sus discos en el Reino Unido. En 1996 la Industria Fonográfica Británica (BPI) lo certificó de disco de platino, luego de vender más de trescientas mil copias en ese país. Para promocionarlo se lanzó el sencillo «Respect Yourself» que llegó hasta la casilla 45 en el UK Singles Chart.

## Lista de canciones
Nota: La canción «Addicted To Love '97» solo figura en la edición estadounidense. En la edición europea el disco inicia con la versión original de «Addicted To Love».

| N.º | Título                                    | Escritor(es)                                | Duración |  |
| 1.  | «Addicted To Love '97»                    | Robert Palmer                               | 5:18     |  |
| 2.  | «Bad Case of Loving You (Doctor, Doctor)» | Moon Martin                                 | 3:10     |  |
| 3.  | «Simply Irresistible»                     | Palmer                                      | 4:12     |  |
| 4.  | «Get It On (Bang a Gong)»                 | Marc Bolan                                  | 5:29     |  |
| 5.  | «Some Guys Have All the Luck»             | Jeff Fortang                                | 3:08     |  |
| 6.  | «I Didn't Mean to Turn You On»            | James Harris III, Terry Lewis               | 3:36     |  |
| 7.  | «Looking for Clues»                       | Palmer                                      | 4:58     |  |
| 8.  | «You Are in My System»                    | David Frank, Mic Murphy                     | 4:58     |  |
| 9.  | «Some Like It Hot»                        | Palmer, Andy Taylor, John Taylor            | 5:05     |  |
| 10. | «Respect Yourself»                        | Luther Ingram, Mack Rice                    | 4:05     |  |
| 11. | «I'll Be Your Baby Tonight»               | Bob Dylan                                   | 3:23     |  |
| 12. | «Johnny and Mary»                         | Palmer                                      | 3:59     |  |
| 13. | «She Makes My Day»                        | Palmer                                      | 4:21     |  |
| 14. | «Know by Now»                             | Palmer                                      | 4:09     |  |
| 15. | «Every Kinda People»                      | Andy Fraser                                 | 3:20     |  |
| 16. | «Mercy Mercy Me/I Want You»               | Marvin Gaye, Leon Ware, Arthur "T-Boy" Ross | 5:53     |  |
| 17. | «Addicted to Love»                        | Palmer                                      | 4:25     |  |